# Arno Klasen

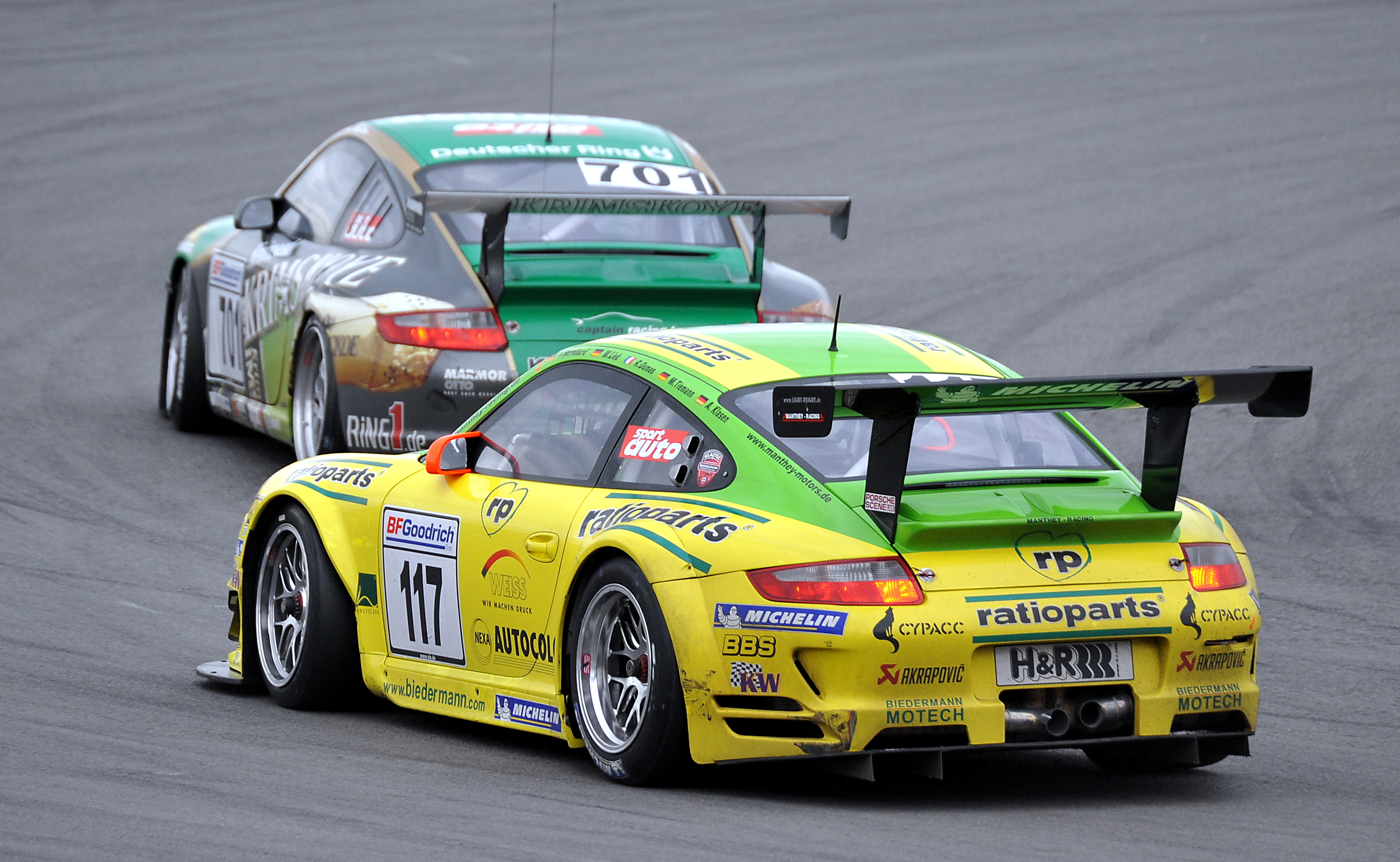
Arno Klasen im Porsche 911 GT3 RSR

Arno Klasen (* 3. Mai 1967 in Karlshausen) ist ein deutscher Tourenwagenrennfahrer.

## Karriere
Der studierte Dipl. Betriebswirt (FH) arbeitet als Projektleiter und ist Privatrennfahrer in der BF-Goodrich Langstreckenmeisterschaft (auch VLN genannt) auf der Nürburgring-Nordschleife, wo er auch seine größten Erfolge feierte. Dort startet er auf einem von Manthey Racing eingesetzten Porsche 911 GT3 RSR.
Mit 34 Klassensiegen, 26 Gruppensiegen und 24 Gesamtsiegen zählt er zu den erfolgreichsten Piloten in der BF-Goodrich Langstreckenmeisterschaft.

## Persönliches
Er ist verheiratet und hat einen Sohn.